# قاعده غرور
معنای اصطلاحی غرور در فقه اسلامی عبارت است از اینکه شخصی به واسطه غفلت و جهل دیگری به او غرامت برساند. در اینصورت در مواردی شخص فریب زننده ضامن شخص خسارت دیده‌است و در برخی موارد به بطلان معامله حکم می‌شود.
اگر شخصی عملی انجام دهد که این عمل جهل یا فریب خوردن دیگری را در پی داشته باشد و به همین جهت دچار ضرر و زیانی گردد، طبق این قاعده شخص عامل (شخص اول) ضامن شخص فریب‌خورده‌است و باید خسارت او را بپردازد. به موجب این قاعده فریب‌دهنده را غارّ و فریب‌خورده را مغرور می‌نامند.